# 秋庭雅夫
秋庭雅夫（あきば まさお、1929年5月21日- 2021年3月9日)は、日本の経営工学者、東京工業大学名誉教授。

## 人物・来歴
東京出身。早稲田大学工学部卒、1954年同大学院工学研究科修士課程修了、1971年「生産管理システムの設計とその運用に関する研究 システム・モジュールの応用を主として」で工学博士。東京都立工業短期大学助教授、東京工業大学教授を務め、93年定年退官、名誉教授、東京理科大学教授。2009年日本MH協会会長。

## 著書
- 『インダストリアル・エンジニアリング 取組み方を中心とした理論・技術の活用体系』日科技連出版社 1978
- 『運搬管理』丸善 1978
- 『技術管理演習』公務職員研修協会 1980
- 『例解購買・外注の管理と診断』同友館 1980
- 『資材購買管理練習帳 応用問題』同友館 1981
- 『システム設計のチェックリスト』税務経理協会 1982
- 『顧客満足の商品革新 ユーザーの"心の奥を覗く"新アプローチ』日本能率協会マネジメントセンター 1993
- 『TPマネジメントの進め方 顧客指向の戦略的総合生産システム』日本能率協会マネジメントセンター 1994
- 『顧客情報を活用する新商品開発ワークシート 商品品質における顧客満足化手法』日本能率協会マネジメントセンター 2000
- 『日本語わからない集 工学博士が留学生から学んだ日本語』一粒書房 2017

### 共編著
- 『運搬管理と包装』遠藤健児共著 日刊工業新聞社 工場管理入門シリーズ 1971
- 『IE演習問題集』池永謹一,師岡孝次共著 日科技連出版社 1973
- 『マテリアルズマネジメント 物流と運搬』遠藤健児,梁瀬仁共著 朝倉書店 経営工学講座 1973
- 『最新物流機器・設備データブック』遠藤健児,高橋輝男共編 現代工学社 1975
- 『物流システム・総合シリーズ』全3巻 遠藤健児,高橋輝男共編、現代工学社 1975-76
- 『生産管理』高橋弘之,佐久間章行,吉田祐夫共編集 日本規格協会 経営工学シリーズ 1980
- 『生産管理とOR』横山雅夫共著 放送大学教育振興会 1985
- 『消費者からみた耐久消費財の製品評価』圓川隆夫共著 日刊工業新聞社 1986
- 『生産管理システムの設計 その研究と活用』田部勉,宮崎晴夫,黒田充,石井和克,市村隆哉共著 日本能率協会 1986
- 『TPマネジメントの設計と展開 顧客指向の戦略的総合生産システム』日本能率協会TPマネジメント研究会共編著 日本能率協会 1987
- 『経営工学概論』佐久間章行,石渡徳弥,山本正明共著 朝倉書店 経営工学ライブラリー 1988
- 『生産管理』横山雅夫共著 放送大学教育振興会 1989
- 『製造情報のまとめ方』安達俊行共編著 松田靖彦,伊藤謙治,鈴木震共著 税務経理協会 1989
- 『TPマネジメントによる原価低減の実践記録』井岡大度,山下裕企共著 日本管理会計学会 2005

## 論文
- <秋庭雅夫